# Antonio de Guevara

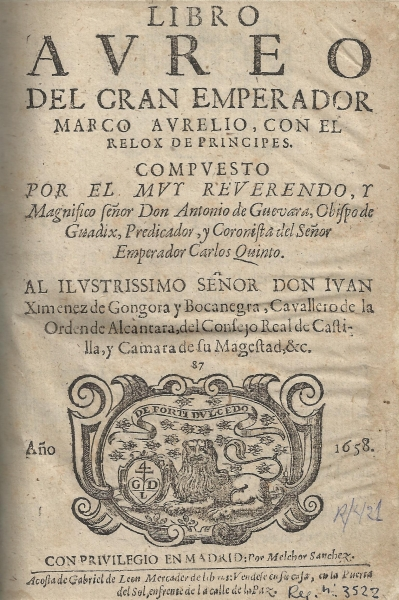
Portada d'un llibre amb dues obres d'Antonio de Guevara.

Fra Antonio de Guevara   (Treceño, c. 1480 - Mondoñedo, 3 d'abril de 1545) fou un escriptor i religiós castellà. Les seves obres tingueren una gran difusió per Europa, amb més de 600 edicions. La seva vida i les seves obres han estat objecte de diversos estudis.

## Biografia
Fou i bisbe de Guadix (1528) i de Mondoñedo (1539). Franciscà, cronista i confessor de Carles V. Va escriure molts discursos per a aquest últim i va contribuir significativament a forjar una ideologia específica de l'imperi hispànic. La seva visió de l'imperi és pacifista i messiànica. Defensa la idea d'un imperi més espiritual que material i pren la defensa del nadiu a qui percep com un bon salvatge. El nadiu és un home proper a l'època daurada que s'ha de preservar. És tot el contrari de l'occidental, un ésser mundà i corrupte. Va donar la imatge del príncep ideal al llibre anomenat El libro llamado Relox de Príncipes, en el cual va encorporado el muy famoso libro del emperador Marco Aureli (1529). També va escriure el Menosprecio de corte y alabanza del aldea, que proporciona dades sobre la vida del seu temps. Al llibre Epístolas familiares escriu sobre la gent del seu temps o als antics. El seu pensament està fortament influenciat per estoïcisme, Erasme i l'utopianisme de Thomas More.

## Obres
- Libro áureo de Marco Aurelio (Sevilla, 1528).[5]
- Reloj de Príncipes (Valladolid, 1539).[6]
- Menosprecio de corte y alabanza de aldea (Valladolid, 1539).[7]
- Epístolas familiares (Valladolid, 1539 y 1541).
- Una década de Césares, es a saber: Las vidas de diez emperadores romanos que imperaron en los tiempos del buen Marco Aurelio (Valladolid, 1539).[8]
- Arte del Marear y de los inventores de ella: con muchos avisos para los que navegan en ellas. (Valladolid 1539).[9]
- Aviso de privados y doctrina de cortesanos (Valladolid 1539).[10]
- Oratorio de religiosos y ejercicio de virtuosos (Valladolid, 1542).[11]
- Monte Calvario
  - Primera part.[12]
  - Segona part.[13]
- Epístolas familiares.[14]